# Katastrofa (film 2010)
Katastrofa – polski film dokumentalny z 2010 roku zrealizowany przez Artura Żmijewskiego. Opowiada o rytuałach towarzyszących żałobie narodowej po katastrofie polskiego Tu-154 w Smoleńsku. Koncentruje się na spontanicznych zachowaniach ludzi gromadzących się na Krakowskim Przedmieściu w Warszawie. Zawiera również wypowiedzi mieszkańców okolic lotniska Smoleńsk-Siewiernyj, na którym doszło do katastrofy. Do ważnych wątków filmu należą teorie spiskowe tworzone na temat katastrofy oraz konflikt o krzyż pod Pałacem Prezydenckim.
Polska premiera filmu odbyła się 17 grudnia 2010 w warszawskiej Zachęcie, wcześniej wyświetlano go na 23. Międzynarodowym Festiwalu Filmów Dokumentalnych IDFA w Amsterdamie oraz na 29. Biennale w São Paulo. 9 kwietnia 2011 film został wyemitowany w TVP2.
Przez Tadeusza Sobolewskiego film został uznany za "kontrpropozycję wobec Solidarnych 2010", recenzent chwalił też film za chłodne, zdystansowane spojrzenie. Z kolei Piotr Kosiewski, recenzujący film w "Tygodniku Powszechnym", chwalił artystę za oddanie głosu ludziom "z ulicy" i za to, że "pominął to, co wielokrotnie można było zobaczyć na ekranach telewizorów i co stało się symbolami dla obu stron konfliktu". W "Raporcie o stanie Rzeczypospolitej", przyjętym uchwałą Rady Politycznej Prawa i Sprawiedliwości w styczniu 2011, Katastrofa została nazwana przykładem "apoteozy III RP".